# السندباد (سلسلة أفلام)
أفلام السندباد (باليابانية: シンドバッド، بالروماجي: Shindobaddo) هي سلسلة من أنمي ياباني عائلي لفيلم مغامرات مستوحى من ألف ليلة وليلة ومن إنتاج نيبون أنميشن وشيروغومي. أُنتج ثلاثة أفلام احتفالاً بالذكرى الأربعين للشركة السابقة، وهي من إخراج شينبي مياشيتا والذي كتبها كايكو هايافوني وهيرويوكي كاواساكي. توفي مياشيتا أثناء إنتاج الفيلم الثالث الذي أُهدي له فيما بعد. وأكمل إنتاج الفيلم تلميذه تيرومي توياما.

## الأفلام

### الفيلم الأول
"الأميرة الطائرة والجزيرة السرية" (باليابانية: 空とぶ姫と秘密の島، بالروماجي: Sora Tobu Hime to Himitsu no Shima)، أُصدر في اليابان في 4 من يوليو 2015 بواسطة "إيون للترفيه". أما "المهر كانيون" فقد أصدره على الدي في دي في 16 من ديسمبر 2015.

### الفيلم الثاني
"السندباد: المصباح السحري والجزر المتحركة" (باليابانية: 魔法のランプと動く島، بالروماجي: Mahō no Lamp to Ugoku Shima)، أُصدر بطريقة مسرحية في 16 من يناير 2016، وعلى دي في دي في 3 من مايو 2016.

### الفيلم الثالث والأخير
"السندباد: ليلة الظهيرة والبوابة العجيبة" (باليابانية: ～真昼の夜とふしぎの門～، بالروماجي: Mahiru no Yoru to Fushigi no Mon)، أُصدر أيضاً بطريقة مسرحية كجزء من تجميع الفيلمين الآخرين في 14 من مايو 2016. كما أُصدر لاحقًا بشكل فردي على الدي في دي في 21 من ديسمبر 2016.

## الإصدارات
أُصدرت أوكين برودكشن الأفلام الثلاثة باللغة اليابانية مع ترجمة باللغة الإنجليزية ودبلجة باللغة الإنجليزية على أمازون فيديو في الولايات المتحدة والمملكة المتحدة في أبريل 2017.
في 8 من أغسطس 2021، عرضت قناة "ETV Bal Bharat" التلفزيونية الهندية للأطفال فيلم السندباد لأول مرة (الفيلم التجميعي)، مدبلج بـ 12 لغة مختلفة (موجزات صوتية): الإنجليزية، والهندية، والتاميلية، والتيلجو، والماراثية، والبنغالية، والبنجابية، والمالايالامية، والكانادية، والأسامية، والغوجاراتية، والأوديا.
عرضُ فيلم السندباد مدبلجاً ومترجماً باللغة العربية في أبريل عام 2024 على تطبيق سبيستون غو.[بحاجة لمصدر]

## طاقم التمثيل

### اليابانية
- تومو موراناكا بدور سندباد[5]
- ناعومي ناجاساوا بدور علي[5]
- موموكو تانابي بدور سانا[5]
- هيروكو ياكوشيمارو بدور لطيفة، والدة سندباد
- تاكيشي كاغا بدور الكابتن رزاق

### الإنجليزية
- كول هوارد في دور سندباد
- ترافيس تورنر في دور علي
- إليز مالواي في دور سناء
- ريبيكا شويتشيت في دور لطيفة، والدة سندباد
- مايكل أدامثويت بدور الكابتن رزاق
- رايلي مردوك بدور غالب

## الاستقبال
تلقت الأفلام الثلاثة استقبالًا إيجابيًا. إذ راجعت ريبيكا سيلفرمان من شبكة أخبار الأنمي الأفلام الثلاثة، واصفة إياها بأنها جيدة للمشاهدة العائلية فهي "قصة سحرية جميلة حول الاستكشاف والعثور على المكان الذي تنتمي إليه"، مشيرة إلى القصة الأصلية للسندباد البحري في ألف ليلة وليلة، وأشادت بتصميمات المخلوقات، على أنها فن، وكذلك الممثلين الصوتيين، ووصفت نهاية فيلم ليلة الظهيرة والبوابة العجيبة بأنها أكثر جمالا من "معظم الأفلام العائلية الأمريكية". ولكنها انتقدت شخصية غالب لكونها متخلفة وقالت إن "عليه أن يكون مزعجًا حقًا".

## روابط خارجية
- الموقع الرسمي
- الموقع الرسمي
- الموقع الرسمي
- Nippon Animation Official website